# Saint-Just-Saint-Rambert
Saint-Just-Saint-Rambert là một xã trong tỉnh Loire miền trung nước Pháp.